# ヴィクター・ボーグ

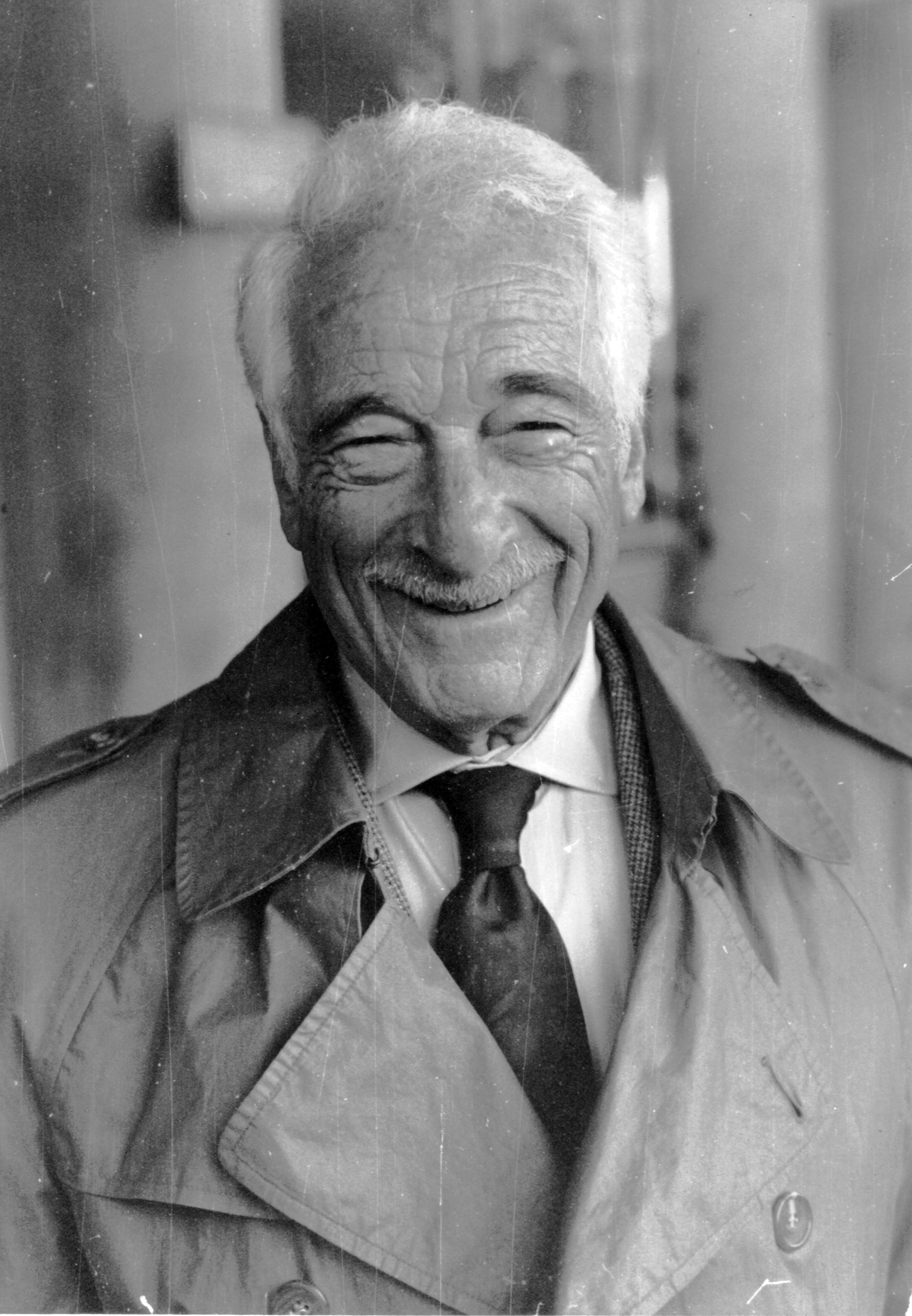
ヴィクター・ボーグ（1990年）

ヴィクター・ボーグ（Victor Borge [ˈbɔːrɡə] BOR-gə、1909年1月3日 - 2000年12月23日）は、デンマーク系ユダヤ人のコメディアンおよびピアニスト。ヴィクター・ボルゲ、ヴィクター・ボーゲ、ヴィクトル・ボルグなどとも表記。
デンマークのコペンハーゲンでボルゲ・ローゼンバウム（Børge Rosenbaum）として生まれる。1941年にアメリカに移住し、名前をヴィクター・ボーグに変更する。